# Wera (opowiadanie)
Wera (oryg. fr. Véra) – opowiadanie Villiersa de L’Isle-Adama z tomu Opowieści okrutne, napisane w 1874.

## Treść
Ok. trzydziestoletni hrabia d'Athol nie może pogodzić się ze śmiercią swojej żony, pięknej Rosjanki Wery, zmarłej po kilku miesiącach małżeństwa z powodu ataku serca wywołanego zbyt intensywnym doznaniem seksualnym. Po pogrzebie mężczyzna zamyka się w grobowcu rodzinnym przy nagrobku żony, spędza tam kilka godzin, po czym wrzuca do wnętrza klucz do grobowca, by nie móc więcej doń wrócić.
Przez cały rok hrabia nie dopuszcza do siebie myśli, że Wera zmarła: stale wyobraża ją sobie w swoim pałacu, rozmawiającą z nią, spędzającą z nim czas. Dopiero w pierwszą rocznicę śmierci małżonki, gdy niemal wyobraził sobie pocałunek z nią, dociera do niego, że kobieta nie żyje. Zrozpaczony, zaczyna zastanawiać się nad sposobem ponownego jej odnalezienia. Wówczas z łoża małżeńskiego wypada klucz do grobowca.

## Cechy utworu
Wera została napisana i po raz pierwszy opublikowana w 1873. W 1877 autor zamierzał włączyć opowiadanie to do pierwszego zbiorowego wydania Opowieści okrutnych, ostatecznie jednak nie doszło ono do skutku. Ostatecznie tekst znalazł się w wydaniu zbiorowym powstałym sześć lat później.
Luźną inspirację dla powstania utworu mogła stanowić nowela Edgara Allana Poe Ligeja. Dzieło zawiera również silny element autobiograficzny: hrabia d'Athol należy do grupy bohaterów Opowieści okrutnych należących do arystokracji, za pomocą których Villiers de L’Isle-Adam ukazywał własny sposób myślenia i działania.
W swoim pierwotnym kształcie Wera nie była opowiadaniem fantastycznym, lecz refleksją nad potęgą woli i wyobraźni człowieka – tekst kończył się w momencie, gdy hrabia zdawał sobie sprawę z tego, że w rzeczywistości nie całuje żony, lecz jedynie wyobraża sobie, że Wera nigdy nie umarła. Wprowadzenie finałowego epizodu z kluczem do grobowca całkowicie zmieniło sens i charakter utworu. Zdaniem Pierre’a Castexa klucz jest symbolem zwycięstwa życia nad śmiercią: marzenie hrabiego d'Athola o pełni szczęścia na ziemi nie mogło się spełnić z powodu śmiertelności ciał, jednak każdy posiada nieśmiertelną duszę, co umożliwia przyszłe spotkanie bohaterów.